# Ethel Lilian Voynich
Ethel Lilian Voynich, nata Ethel Lilian Boole e conosciuta anche come E.L. Voynich (contea di Cork, 11 maggio 1864 – New York, 27 luglio 1960), è stata una scrittrice irlandese.

## Biografia
Figlia di George Boole e moglie di Wilfrid Voynich, da cui mutuerà il cognome con cui era solita firmarsi.
È stata autrice del romanzo The Gadfly, tradotto in italiano col titolo Il figlio del cardinale. Tale romanzo storico, ambientato nell'Italia risorgimentale tra il Granducato di Toscana e la Romagna Pontificia, cadde ben presto nel dimenticatoio nel mondo anglosassone. Al contrario, complice una sua rilettura in chiave atea e marxista, diventò oggetto di culto nel mondo comunista, a partire dall'URSS, dove divenne lettura obbligatoria a scuola.

## Opere (parziale)
- Ethel Lilian Voynich, Il figlio del cardinale [The Gadfly], a cura di Alessandro Farsetti e Stefano Piastra, traduzione di Alessandro Farsetti, Roma, Castelvecchi Editore, 2013.

## Omaggi
- Le è stato dedicato l'asteroide della fascia principale 2032 Ethel
- A lei è stato dedicato anche il cratere Voynich su Venere